# Fisktjärnen (Laxsjö socken, Jämtland, 708833-144297)
Fisktjärnen är en sjö i Krokoms kommun i Jämtland och ingår i Indalsälvens huvudavrinningsområde.